# Jeremy Morin
Jeremy Morin, född 16 april 1991 i Auburn, New York, är en amerikansk professionell ishockeyspelare som är free agent. Han listades som 45:e spelare totalt i NHL-draften 2009 av Atlanta Thrashers.
Morin är en talangfull ytterforward med ett hårt skott. Hans spelstil påminner om en typisk målskytt då han söker upp de ytor där han bäst kan få ett skottläge. Morin har vid flera tillfällen representerat USA i juniorsammanhang. Bland annat har han vunnit både guld med U18-laget och USA:s juniorlandslag.
Den 1 juni 2010 skrev han ett rookie-kontrakt med Thrashers men 23 dagar senare blev han bortbytt till Chicago Blackhawks. I bytesaffären fick Atlanta Thrashers spelarna Dustin Byfuglien, Brent Sopel, Ben Eager och Akim Aliu medan Morin, Marty Reasoner och Joey Crabb gick till Chicago Blackhawks.
Under försäsongen 2010–2011 gjorde Morin ett bra intryck på Blackhawks tränare Joel Quenneville men man valde till slut att satsa på svensken Viktor Stålberg. Men vid ett par tillfällen under samma säsong blev han uppkallad från Rockford IceHogs. Dock fick han bara spela totalt nio matcher och noterades för två mål och tre poäng. I Rockford spelade han 22 matcher och noterades för tolv poäng.

## Statistik
| 2006–2007   | Syracuse Jr. Stars     | EJHL        | 45  | 26 | 28 | 54  | 80  | —  | —  | — | —  | —  |
| 2007–2008   | U.S. National U17 Team |             | 7   | 11 | 1  | 12  | 4   | —  | —  | — | —  | —  |
|             | U.S. National U18 Team |             | 28  | 20 | 14 | 34  | 36  | —  | —  | — | —  | —  |
|             | U.S. National U18 Team | NAHL        | 30  | 17 | 17 | 34  | 26  | —  | —  | — | —  | —  |
| 2008–2009   | USNTDP Juniors         | NAHL        | 14  | 12 | 15 | 27  | 28  | —  | —  | — | —  | —  |
|             | U.S. National U18 Team |             | 41  | 21 | 11 | 32  | 79  | —  | —  | — | —  | —  |
| 2009–2010   | Kitchener Rangers      | OHL         | 58  | 47 | 36 | 83  | 76  | 20 | 12 | 9 | 21 | 32 |
| 2010–2011   | Chicago Blackhawks     | NHL         | 9   | 2  | 1  | 3   | 9   | —  | —  | — | —  | —  |
|             | Rockford IceHogs       | AHL         | 22  | 8  | 4  | 12  | 34  | —  | —  | — | —  | —  |
| 2011–2012   | Chicago Blackhawks     | NHL         | 3   | 0  | 0  | 0   | 0   | —  | —  | — | —  | —  |
|             | Rockford IceHogs       | AHL         | 69  | 18 | 22 | 40  | 121 | —  | —  | — | —  | —  |
| 2012–2013   | Chicago Blackhawks     | NHL         | 3   | 1  | 1  | 2   | 0   | —  | —  | — | —  | —  |
|             | Rockford IceHogs       | AHL         | 67  | 30 | 28 | 58  | 86  | —  | —  | — | —  | —  |
| 2013–2014   | Chicago Blackhawks     | NHL         | 24  | 5  | 6  | 11  | 32  | 2  | 0  | 0 | 0  | 2  |
|             | Rockford IceHogs       | AHL         | 47  | 24 | 23 | 47  | 58  | —  | —  | — | —  | —  |
| 2014–2015   | Chicago Blackhawks     | NHL         | 15  | 0  | 0  | 0   | 15  | —  | —  | — | —  | —  |
|             | Rockford IceHogs       | AHL         | 3   | 1  | 0  | 1   | 2   | —  | —  | — | —  | —  |
|             | Columbus Blue Jackets  | NHL         | 28  | 2  | 4  | 6   | 13  | —  | —  | — | —  | —  |
| 2015–2016   | Rockford IceHogs       | AHL         | 28  | 9  | 13 | 22  | 24  | —  | —  | — | —  | —  |
|             | Toronto Marlies        | AHL         | 13  | 2  | 4  | 6   | 8   | —  | —  | — | —  | —  |
| NHL totalt  | NHL totalt             | NHL totalt  | 82  | 10 | 12 | 22  | 69  | 2  | 0  | 0 | 0  | 2  |
| AHL totalt  | AHL totalt             | AHL totalt  | 249 | 92 | 94 | 186 | 333 | —  | —  | — | —  | —  |
| OHL totalt  | OHL totalt             | OHL totalt  | 58  | 47 | 36 | 83  | 76  | 20 | 12 | 9 | 21 | 32 |
| NAHL totalt | NAHL totalt            | NAHL totalt | 44  | 29 | 32 | 61  | 54  | —  | —  | — | —  | —  |